# Rasmus Jonsson
Rasmus Jonsson, född 24 juli 1980 i Jämjö, är en beachvolleytränare och tidigare spelare.
Jonsson är sedan januari 2019 förbundskapten för Sveriges herrlandslag i beachvolley. I egenskap av förbundskapten tränar han David Åhman och Jonatan Hellvig, som han tidigare fört samman och tränat. Han var redan 2010 coach för herr- och utvecklingslandslaget som bestod av Hannes Brinkborg och Stefan Gunnarsson respektive Björn Huitfeldt och Petter Jonsson. Som spelare är hans bästa meriter medaljer vid beachvolley-SM och i Swedish Beach Tour-finalen.
Rasmus bror Petter Jonsson har även han spelat beachvolley på elitnivå och är sedan 2019 förbundskapten för Sveriges damlandslag i beachvolley.